# Helina lundbladi
Helina lundbladi este o specie de muște din genul Helina, familia Muscidae, descrisă de Tiensuu în anul 1939.
Este endemică în Madeira. Conform Catalogue of Life specia Helina lundbladi nu are subspecii cunoscute.